# Grit (Vorname)
Grit (alternative Schreibweise: Gritt) ist ein weiblicher Vorname.

## Herkunft und Bedeutung
Kurzform von Margarete – altgriechisch „margaritis“ (μαργαρίτης): „die Perle“. Die Herkunft des Namens ist niederländisch bzw. norddeutsch.

## Namensträgerinnen
- Grit Boettcher (* 1938), deutsche Schauspielerin
- Grit Breuer (* 1972), deutsche Leichtathletin
- Grit Haid (1900–1938), österreichische Schauspielerin
- Grit Hammer (* 1966), deutsche Kugelstoßerin und Gewichtheberin
- Grit Hegesa (1891–1972), deutsche Tänzerin und Stummfilmschauspielerin
- Grit van Hoog (* 1941), niederländische Schlagersängerin
- Grit Jurack (* 1977), deutsche Handballspielerin
- Grit van Jüten (* 1944), deutsche Opernsängerin (Sopran)
- Grit Kalies (* 1968), deutsche Physikochemikerin und Autorin
- Grit Kallin-Fischer (1897–1973), deutsche Fotografin, Grafikdesignerin und Bildhauerin
- Grit Lemke (* 1965), deutsche Autorin, Regisseurin und Kuratorin
- Grit Müller (Schwimmerin) (* 1973), deutsche Schwimmerin
- Grit Müller (Volleyballspielerin) (* 1984), deutsche Volleyballspielerin
- Grit Otto (* 1990), deutsche Biathletin
- Grit Paulussen (* 1983), deutsche Theater- und Filmschauspielerin sowie Hörspielsprecherin
- Grit Poppe (* 1964), deutsche Schriftstellerin
- Grit Šadeiko (* 1989), estnische Siebenkämpferin
- Grit Schmelzer (* 1972), deutsche Politikerin (SPD)
- Grit Seymour (* 1966), deutsche Modedesignerin und Professorin für Mode
- Grit Slaby (* 1965), deutsche Schwimmerin
- Grit Stephan (* 1964), deutsche Schauspielerin
- Grit Straßenberger (* 1970), deutsche Politikwissenschaftlerin